# Ray Sheppard
Raymond Garfield „Ray“ Sheppard (* 27. Mai 1966 in Petawawa, Ontario) ist ein ehemaliger kanadischer Eishockeyspieler, der im Verlauf seiner aktiven Karriere zwischen 1983 und 2001 unter anderem 898 Spiele für die Buffalo Sabres, Detroit Red Wings, New York Rangers, San Jose Sharks, Florida Panthers und Carolina Hurricanes in der National Hockey League auf der Position des rechten Flügelstürmers bestritten hat. Sheppard, der auf ein überaus erfolgreiches letztes Juniorenjahr zurückblicken kann, feierte seinen größten Karriereerfolg in Diensten der Rochester Americans mit dem Gewinn des Calder Cups der American Hockey League im Jahr 1987. In der NHL erreichte er mit den Florida Panthers die Finalserie der Stanley-Cup-Playoffs 1996.

## Karriere
Sheppard begann seine Karriere 1983 in der Ontario Hockey League bei den Cornwall Royals. Nach seiner ersten Spielzeit dort wurde er im NHL Entry Draft 1984 von den Buffalo Sabres in der dritten Runde an 60. Position ausgewählt. Der Kanadier spielte jedoch noch weitere zwei Jahre bei den Royals. In seiner letzten Saison gelangen ihm in 63 Spielen 142 Punkte, was am Ende der Saison mit der Red Tilson Trophy für den wertvollsten Spieler der OHL, der Eddie Powers Memorial Trophy für den OHL Topscorer und der Berufung ins All-Star Team belohnt wurde.
Seine erste Profisaison spielte der rechte Flügelspieler zunächst beim American-Hockey-League-Farmteam der Buffalo Sabres, den Rochester Americans. Zur Saison 1987/88 wechselte Sheppard dann in die NHL zu den Sabres. Dort spielte er bis zum Ende der Saison 1989/90, in der er aufgrund einer Gelenksverletzung nur 18 bestritt. Im Sommer 1990 wechselte er für ein Jahr zu den New York Rangers. Als Free Agent ging er im folgenden Sommer zu den Detroit Red Wings, wo er bis zum Oktober 1995 verblieb, ehe ihn Detroit im Austausch für Igor Larionow zu den San Jose Sharks abgaben. Bei den Red Wings hatte er in der Saison 1993/94 mit 93 Punkten in 82 Spielen die beste Saison seiner Karriere. Da die Sharks sich im Spieljahr 1995/96 nicht für die Playoffs qualifizieren konnte, wechselte Sheppard nach nur 51 Spielen zu den Florida Panthers, mit denen er im gleichen Jahr die Finalspiele um den Stanley Cup erreichte. Jedoch unterlag das Team der Colorado Avalanche deutlich. Im März 1998 wechselte der Kanadier im Tausch für Kirk McLean dann zu den Carolina Hurricanes. Nach der Saison 1998/99 fand Sheppard zunächst kein neues Team, bis er im November 1999 wieder nach Florida zu den Panthers zurückkehrte.
Seine Karriere ließ er in der Saison 2000/01 bei den SCL Tigers in der Schweizer Nationalliga A ausklingen. In dieser Saison nahm er auch mit dem Team Canada am Spengler Cup 2000 teil.

## Erfolge und Auszeichnungen
| - 1986 OHL First All-Star Team - 1986 Jim Mahon Memorial Trophy - 1986 Red Tilson Trophy | - 1986 Eddie Powers Memorial Trophy - 1987 Calder-Cup-Gewinn mit den Rochester Americans - 1988 NHL All-Rookie Team |

## Karrierestatistik
(Legende zur Spielerstatistik: Sp oder GP = absolvierte Spiele; T oder G = erzielte Tore; V oder A = erzielte Assists; Pkt oder Pts = erzielte Scorerpunkte; SM oder PIM = erhaltene Strafminuten; +/− = Plus/Minus-Bilanz; PP = erzielte Überzahltore; SH = erzielte Unterzahltore; GW = erzielte Siegtore; 1 Play-downs/Relegation; Kursiv: Statistik nicht vollständig)